# Sammlung Scharf-Gerstenberg
Het museum Sammlung Scharf-Gerstenberg in Berlin-Charlottenburg toont vanaf juli 2008 in Stülerbau-Ost (het voormalige Ägyptisches Museum Berlin) kunst van de Franse romantiek tot het surrealisme. De collectie omvat schilderijen, grafiek en beeldhouwwerk uit het bezit van de Stiftung Sammlung Dieter Scharf zur Erinnerung an Otto Gerstenberg. Het is vooralsnog een bruikleen van de surrealisme-collectie voor 10 jaar aan de Nationalgalerie.

## De collectie
Tot de werken van de verzameling, die Dieter Scharf uit de collectie van zijn grootvader erfde, behoort grafiek van Giovanni Battista Piranesi, Francisco de Goya, Charles Meryon, Victor Hugo, Édouard Manet en Max Klinger. Deze kunstwerken waren voor Dieter Scharf de basis, waarop de verdere verzameling symbolisme en surrealisme is gebouwd.
Naast schilderijen van Salvador Dali, Jean Dubuffet, Max Ernst, René Magritte, André Masson, Gustave Moreau, Odilon Redon, Henri Rousseau en Yves Tanguy, alsmede beeldhouwwerk van Max Ernst, Jacques Lipchitz, Henri Laurens en Antoni Tàpies ligt het zwaartepunt van de verzameling Scharf, zoals bij het voorbeeld van Otto Gerstenberg, bij het grafische werk.
Tot de collectie behoort verder nog werk van de kunstenaars Gerhard Altenbourg, Willi Baumeister, Hans Bellmer, Victor Brauner, Paul Éluard, James Ensor, Alberto Giacometti, George Grosz, Horst Janssen, Paul Klee, Fernand Léger, André Masson, Joan Miró, Edvard Munch, Richard Oelze, Francis Picabia, Pablo Picasso, Kurt Schwitters, Georges Seurat, Mark Tobey en Wols.
De Collectie Scharf-Gerstenberg sluit thematisch aan bij de Collectie Berggruen („Picasso und seine Zeit“) in het tegenoverliggende Stülerbau-West, het Museum Berggruen. Enkele kunstenaars, zoals Picasso, Klee en Giacometti zijn in beide collecties aanwezig.